# The Model's First Sitting
The Model's First Sitting (tiếng Pháp: Les Débuts du model) là bức tranh vẽ năm 1769 của Jean Honoré Fragonard, hiện đang ở Bảo tàng Jacquemart-André ở Paris.